# Małe Jezioro Niewolnicze
Małe Jezioro Niewolnicze (ang. Lesser Slave Lake, fr. Petit Lac des Esclaves) – jezioro położone w Kanadzie, w centralnej części prowincji Alberta, na północny zachód od Edmonton. Drugie pod względem wielkości jezioro na obszarze prowincji Alberta (największe z dogodnym dostępem przy pomocy pojazdu mechanicznego), o powierzchni 1 168 km², długości ponad 100 km i szerokości 15 km w najszerszym punkcie. Małe Jezioro Niewolnicze ma średnią głębokość 11,4 m, a największa głębokość wynosi 20,5 m. Woda wypływa z niego na wschód przez Małą Rzekę Niewolniczą do rzeki Athabaska.
Miasto Slave Lake znajduje się na wschodnim brzegu jeziora, w pobliżu Małej Rzeki Niewolniczej wypływającej ze zbiornika. Zgodnie ze stroną internetową miejscowości nazwa Jezioro Niewolnicze pochodzi od wyrazu Slavee, wykorzystywanego przez najeźdźców z plemienia Kri do określania rdzennej ludności.

## Ochrona i rozwój

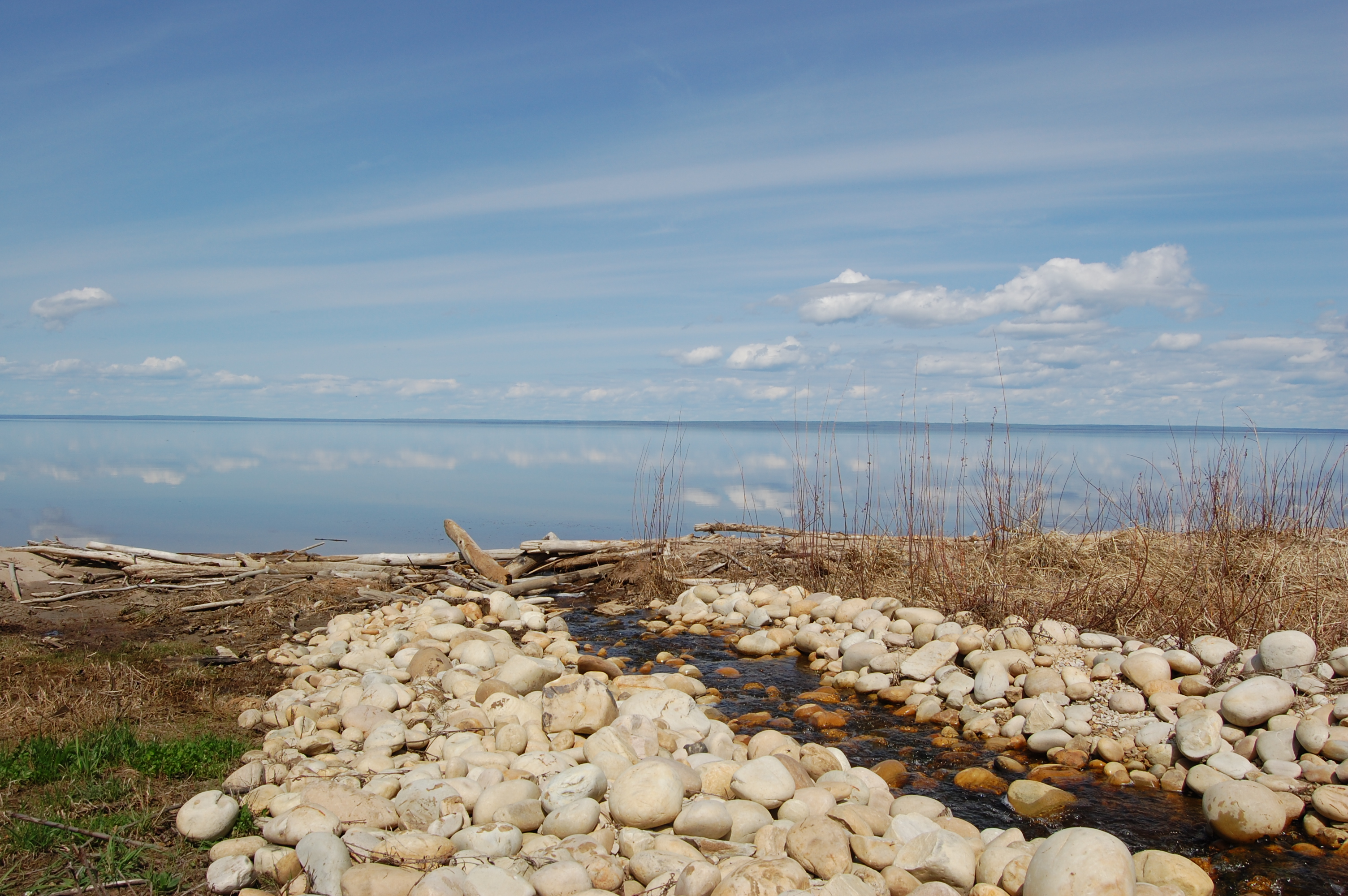
Małe Jezioro Niewolnicze w Canyon Creek

Z powodu położenia jeziora na głównej drodze migracyjnej ptaków Małe Jezioro Niewolnicze jest cenione wśród obserwatorów ptaków. Pobliski Lesser Slave Lake Provincial Park oferuje pola kempingowe położone zarówno nad piaszczystymi, jak i kamienistymi plażami. Wędkarstwo jest tu prawnie dozwolone i bardzo popularne. Całe północne wybrzeże jeziora znajduje się pod ochroną, inne rezerwaty to Hilliard's Bay Provincial Park, Lesser Slave Lake Wildland oraz Grouard Trail Park Reserve.

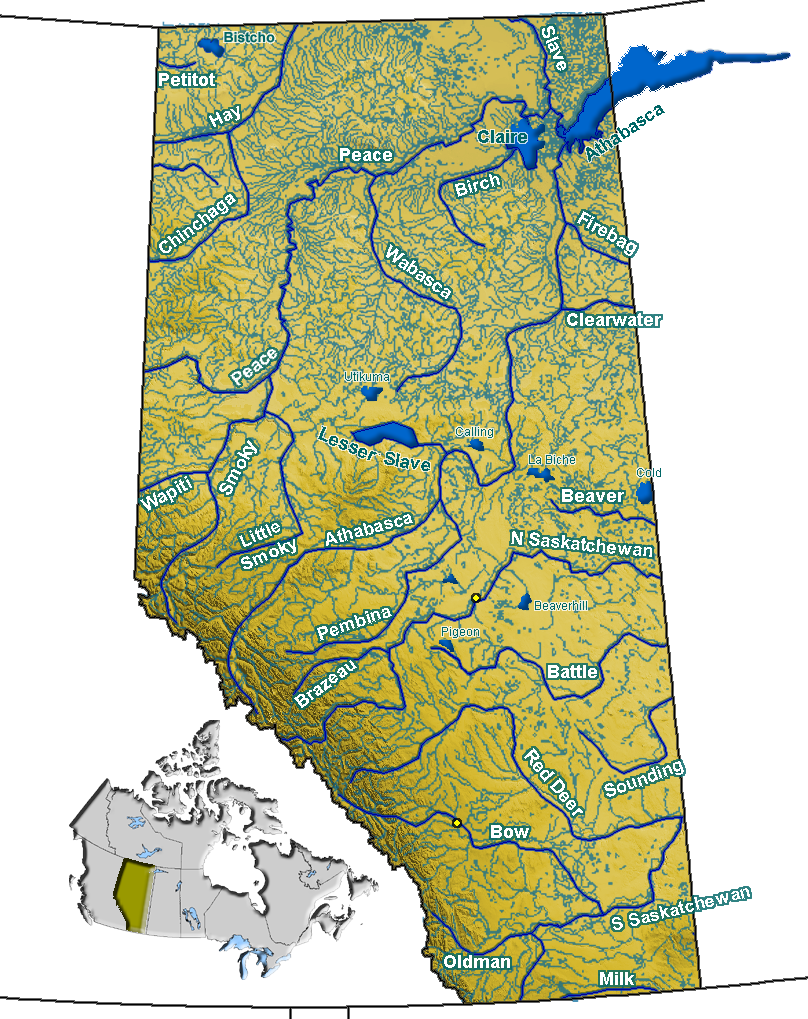
Małe Jezioro Niewolnicze w centralnej Albercie

Wzdłuż południowego brzegu jeziora biegnie Alberta Highway 2 oraz Canadian National Railway, a Bicentennial Highway swój najdalej wysunięty na południe punkt ma na wschodnim krańcu zbiornika.
Na brzegu jeziora mieszczą się także Indiańskie rezerwaty:
- Kapawe'no First Nations Lands 150, 230 oraz 231 – Indianie Kapawe'no
- Sucker Creek 150a – Indianie Sucker Creek Cree
- Drift Pile River 150 – Indianie Driftpile
- Swan River 150e – Indianie Swan River
- Sawridge 150g – Indianie Sawridge Band

## Katastrofa helikoptera z 2011 roku
20 maja 2011 roku helikopter Bell 212 rozbił się o taflę jeziora podczas akcji gaszenia pożaru. W wyniku wypadku zginął 54-letni pilot, Jean-Luc Deba z Montrealu. W dniu pierwszej rocznicy katastrofy jeden z parków w Canyon Creek nazwano na cześć Deby.